# Напольное Сюрбеево
Напо́льное Сюрбе́ево (чув. Хурӑнай) — деревня в Комсомольском районе Чувашской Республики. Входит в состав Сюрбей-Токаевского сельского поселения.

## География
Находится в юго-восточной части Чувашии, на расстоянии приблизительно 7 км на запад по прямой от районного центра села Комсомольское на берегах реки Малая Кубня.

## История
Известна с 1782 года, когда здесь было учтено 57 мужчин. В 1795 году было учтено 20 дворов и 121 житель, в 1858 — 21 двор, 181 житель, в 1897 — 54 двора, 272 жителя, в 1926 — 82 двора, 420 жителей, в 1939—397 жителей, в 1979—268. В 2002 году было 60 дворов, в 2010 — 53 домохозяйств. В 1931 году был организован колхоз «Новая жизнь», в 2010 году действовал СХПК «Восток».

## Население
Постоянное население составляло 157 человек (чуваши 94 %) в 2002 году, 157 в 2010.